# Halina Grzymała-Moszczyńska
Halina Julianna Grzymała-Moszczyńska (ur. 22 maja 1948 w Chorzowie) – polska psycholożka i religioznawczyni, profesor nauk humanistycznych, profesor nadzwyczajna Uniwersytetu Jagiellońskiego w Krakowie i SWPS Uniwersytetu Humanistycznospołecznego w Warszawie, specjalistka w zakresie psychologii klinicznej, psychologii kulturowej, psychologii międzykulturowej, psychologii migracji, psychologii religii i religioznawstwa.

## Życiorys
W 1971 ukończyła studia psychologiczne na Uniwersytecie Jagiellońskim, od 1975 pracowała na macierzystej uczelni, w Zakładzie Socjologii i Psychologii Religii Instytutu Religioznawstwa Uniwersytetu Jagiellońskiego, którym kierowała od 1994. W 1975 uzyskała stopień naukowy doktora nauk humanistycznych, na podstawie pracy z zakresu psychologii społecznej, w 1985 stopień naukowy doktora habilitowanego. W latach 1990–1993 była wicedyrektorem, a w latach 1993–1996 dyrektorem Instytutu Religioznawstwa UJ. W 2004 prezydent RP nadał jej tytuł naukowy profesora nauk humanistycznych. Została profesor nadzwyczajną Uniwersytetu Jagiellońskiego. Była także nauczycielką akademicką Wydziału Psychologii SWPS Uniwersytetu Humanistycznospołecznego w Warszawie.
Pod jej kierunkiem w 1996 stopień naukowy doktora uzyskała Małgorzata Sacha, a w 2004 o. Leszek Gęsiak SJ.
Weszła w skład Komisji do Badań Diaspory Polskiej w Polskiej Akademii Umiejętności oraz Komitetu Badań nad Migracjami Polskiej Akademii Nauk.

## Wybrane publikacje
- Wybrane zagadnienia diagnozy psychologicznej dzieci i młodzieży w kontekście wielokulturowości i wielojęzyczności (wspólnie z K. Barzykowskim, D. Dzidą, J. Grzymała-Moszczyńską, M. Kosno) Warszawa 2013.
- Drogi i rozdroża: Migracje Polaków w Unii Europejskiej po 1 maja 2004 roku – analiza psychologiczno-socjologiczna (wspólnie z A. Kwiatkowską, J. Roszak), Kraków 2010.
- Religia a kultura: Wybrane zagadnienia z kulturowej psychologii religii, Kraków 2004.
- Uchodźcy: podręcznik dla osób pracujących z uchodźcami, Kraków 2000.
- Goście i gospodarze : problem adaptacji kulturowej w obozach dla uchodźców oraz otaczających je społecznościach lokalnych (wspólnie z Ewą Nowicką), Kraków 1998.
- Lider w grupie, Kłudzienko 1995.
- Psychologia religii. Wybrane zagadnienia, Kraków 1991.
- Psychologia religii (wspólnie z Hubertem Domagałą, Pawłem Sochą) Kraków 1984.
- Postawy młodzieży akademickiej wobec religii (struktura i dynamika), Kraków 1981.[7]